# Blåstrumpa

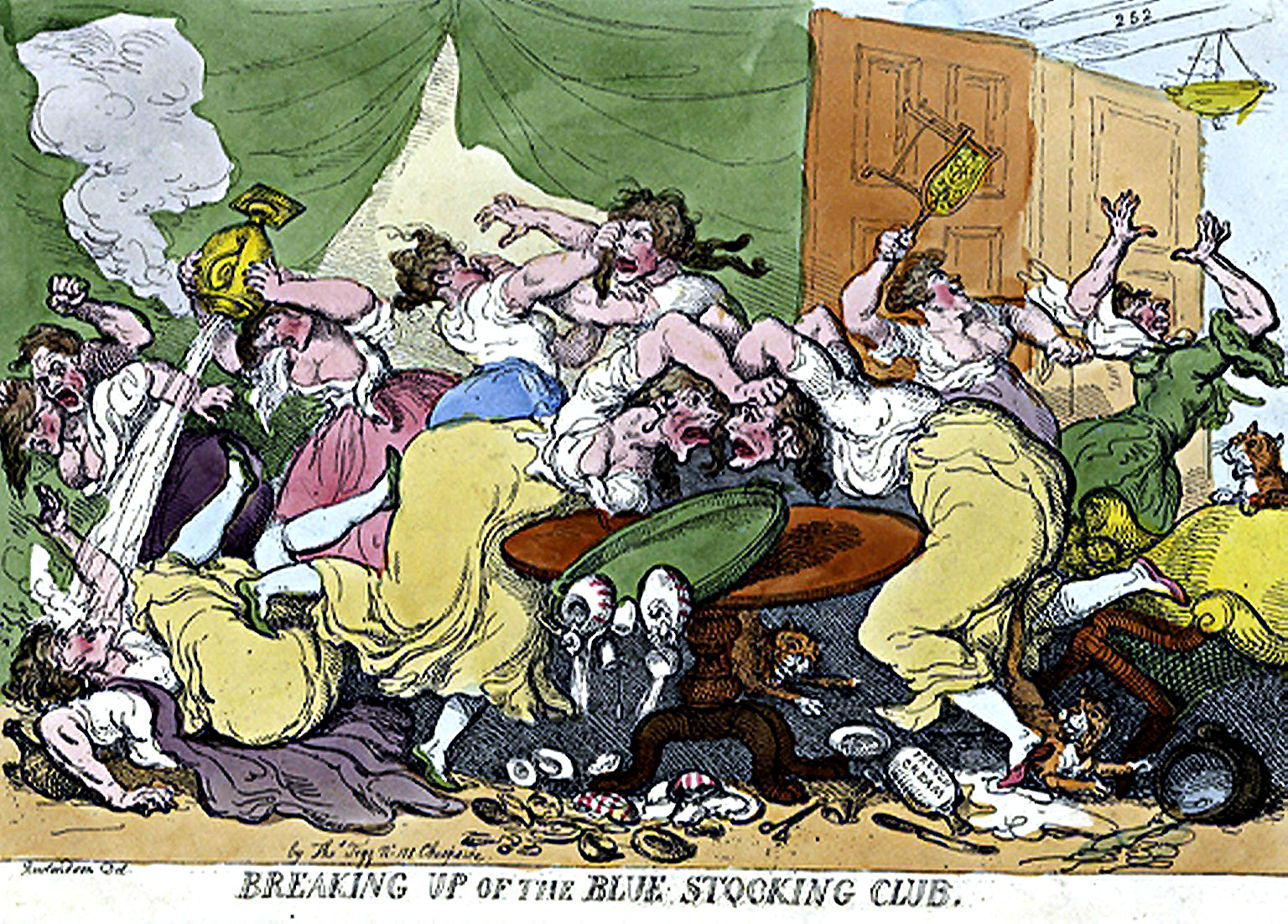
Satir av Thomas Rowlandson (1756–1827), "Breaking Up of the Blue Stocking Club" (1815)

Blåstrumpa (engelska: bluestocking) ett gammalt öknamn som vid mitten av 1700-talet syftade på damer som deltog i litterära salonger. Senare under 1800-talet användes det om litterärt verksamma kvinnor över huvud taget. Namnet har antagits gå tillbaka på Società della Calza ("Strumpsällskapet") i Venedig, ett vittert samfund som var öppet för såväl män som kvinnor. I svenskan kom ordet i bruk på 1840-talet.
I såväl England som Frankrike hade blåstrumporna sällskap, Blue Stockings Society. Det brittiska sällskapet bildades efter fransk förlaga, preciositeten, av bland andra Elizabeth Montagu, som en läsecirkel för kvinnor. Det brittiska sällskapet framhöll kvinnligt samarbete och utbildning, medan den franska byggde på individualismens grund. På sin tid var det revolutionärt med kvinnliga läsecirklar, eftersom dåtidens kvinnosällskap ägnade sig åt icke-intellektuella sysslor.
Namnet "blåstrumpor" skall enligt legenden ha uppkommit av att en inbjuden gäst, publicisten Benjamin Stillingfleet, inte hade råd med svarta silkesstrumpor och därför kom till mötet med kvinnorna i billiga blå strumpor. Detta skulle sedan ha tagits som en symbol av kvinnorna själva, vilka uppskattade publicistens föredrag, för äkta kvalitet.
I samband med den nya kvinnorörelsens uppkomst i slutet av 1960-talet, då feminismen kombinerades med en socialistisk åskådning, myntades begreppet rödstrumpa (engelska: redstocking) vilket var en anspelning på det äldre uttrycket.